# Alexander Schur
Alexander Schur (Francoforte sul Meno, 23 luglio 1971) è un allenatore di calcio ed ex calciatore tedesco, di ruolo centrocampista.
Nato a Francoforte sul Meno, ha giocato per quasi vent'anni solamente in squadre della sua città natale, totalizzando circa 300 presenze tra i professionisti (113 incontri e 10 gol in Bundesliga).

## Palmarès

### Giocatore

#### Competizioni nazionali
- Campionato tedesco di seconda divisione: 1

Eintracht Francoforte: 1997-1998